# Fromarsac
Fromarsac est une fromagerie française appartenant au groupe Savencia Fromage & Dairy (anciennement Bongrain SA). Premier fabricant de fromages à pâtes fraîches en France et leader[Quoi ?] dans la filière laitière, cette usine élabore notamment des fromages distribués sous les marques commerciales St Môret, Chavroux, P'tit Louis et Tartare.

## Historique

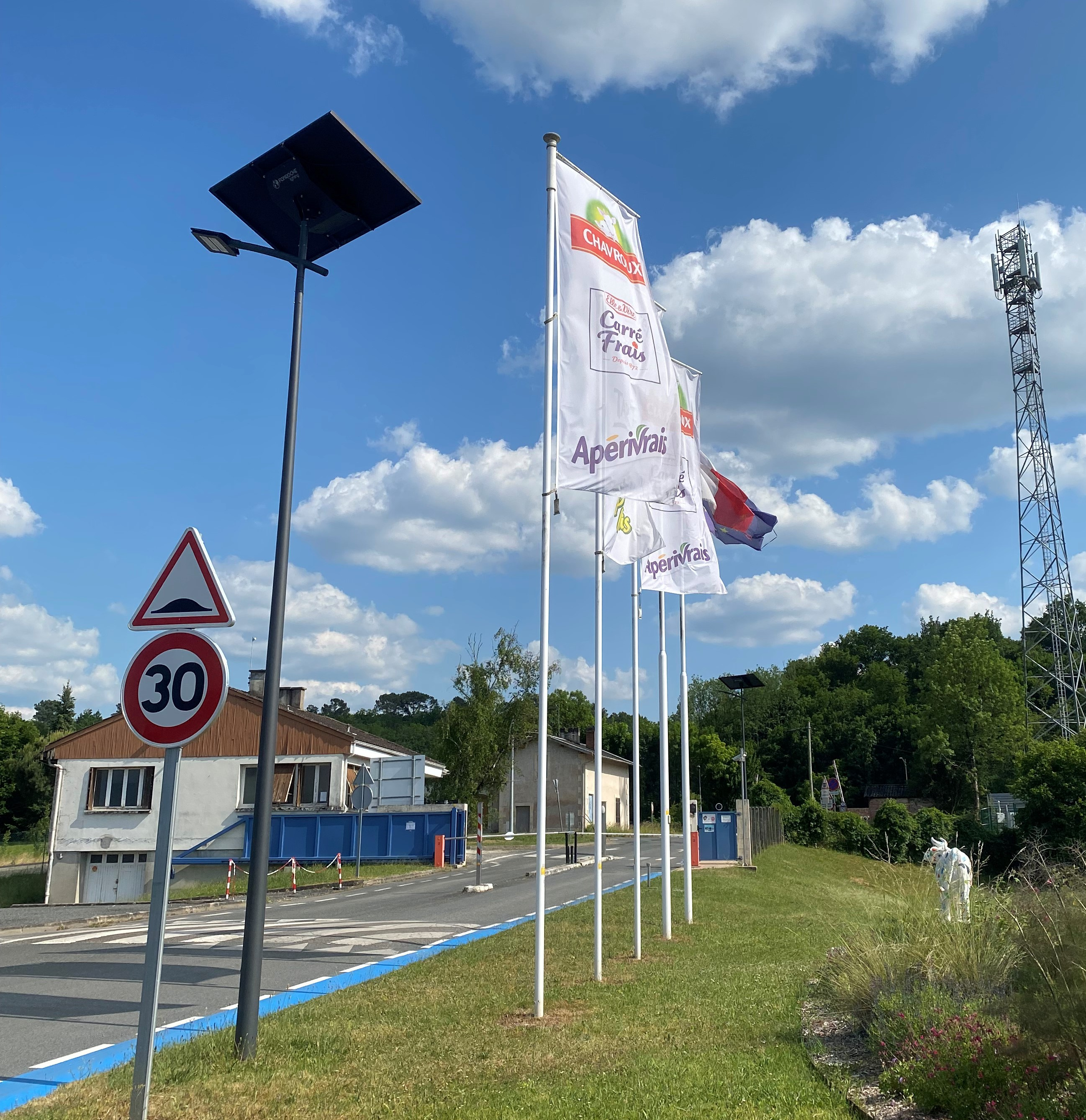
Entrée du site de Fromarsac à Marsac-sur-l'Isle.

Fromarsac est fondé en 1964, lorsque le groupe Bongrain installe sa nouvelle usine sur un terrain de cinq hectares à Marsac-sur-l'Isle. Fromarsac prospère dès les années 1970, où le groupe emploie en grand nombre. Dans les années 1980, Fromarsac représente plus d'un tiers des ressources municipales de Marsac-sur-l'Isle et 58 % de sa taxe professionnelle. Nombre d'employés embauchés dans les années 1970 devant prendre leur retraite dans les années 2010, leur savoir-faire risque de disparaître en quelques années. La formation professionnelle dans le secteur industriel agroalimentaire ne convenant pas à l'entreprise, Fromarsac fait alors appel à ses partenaires publics — le conseil régional d'Aquitaine notamment —, pour qu'ils financent la première formation spéciale dans la région,. Le groupe propose un cursus de brevet professionnel en deux ans avec le lycée agricole de Coulounieix-Chamiers, dont les premiers apprentis formés vont intégrer l'entreprise fin 2014.
Dans les années 2010, Fromarsac continue de se développer et de prospérer, grâce à « l'excellence de son marketing » selon la journaliste économique Camille Boulate. Mais pour le groupe, « il n'y a pas de stratégie de conquête du rayon ultra-frais laitier [ni] de concession du groupe de tutelle, Bongrain, pour aller en ce sens ». En 2013, la société reçoit, de la part du Mouvement des entreprises de France (Medef), le prix coup de cœur du Trophée de l'action managériale.

## Description
Le siège (Direction Générale, fonctions administratives, centre de Recherche & Développement) est situé au 86 rue du 8-Mai à Marsac-sur-l'Isle près de Périgueux. Il comprend également un site de production.
La société est répartie sur trois sites de transformation dans l'ouest et le sud-ouest de la France :
- la fromagerie Fro'Marsac en Dordogne (environ 350 emplois)[1] ;
- la fromagerie Fro'Réparsac en Charente (environ 150 emplois)[1] ;
- la fromagerie Fro'Vihiers en Maine-et-Loire (environ 100 emplois)[1].

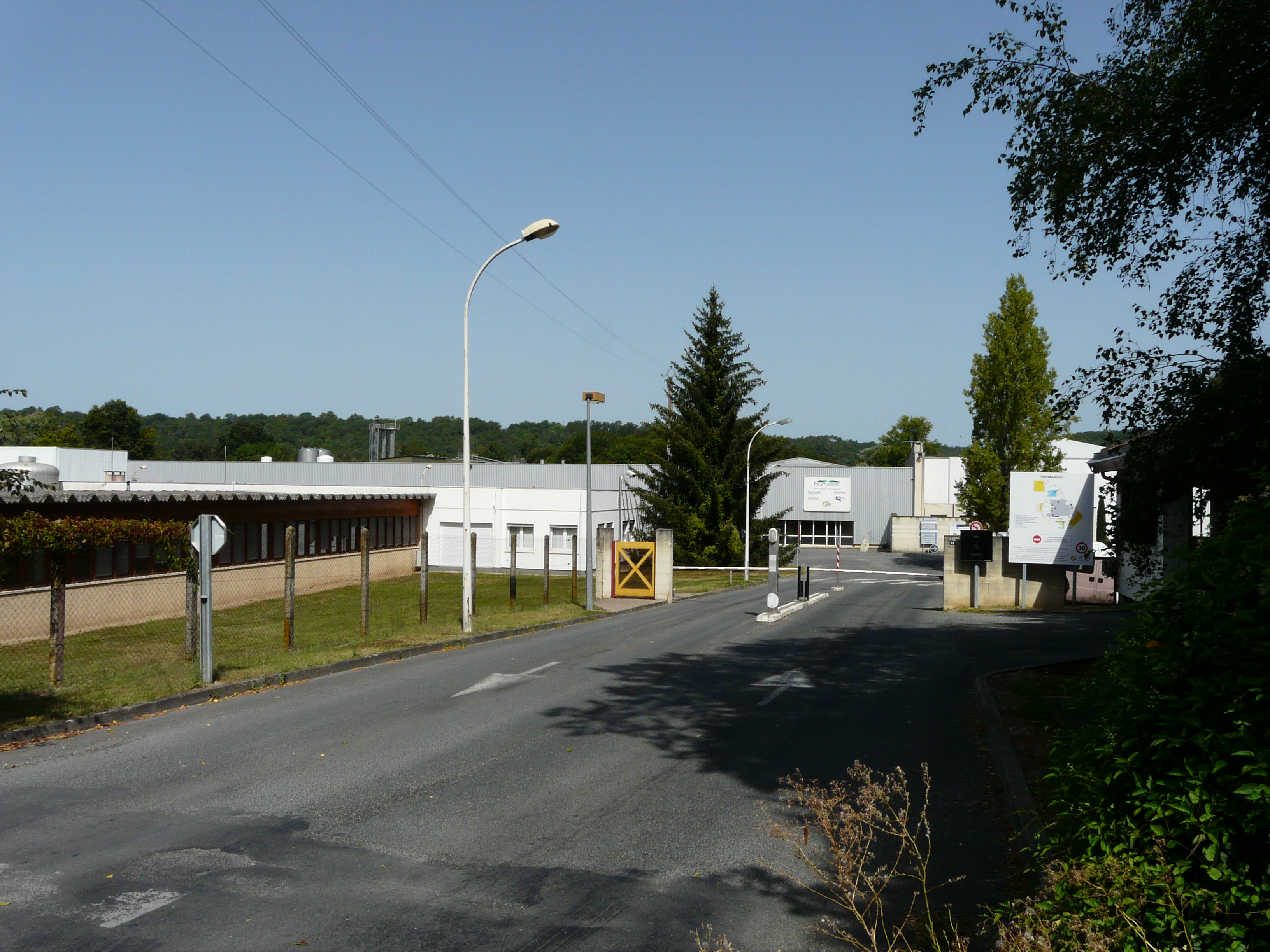
L'usine Fromarsac de Marsac-sur-l'Isle en Dordogne.
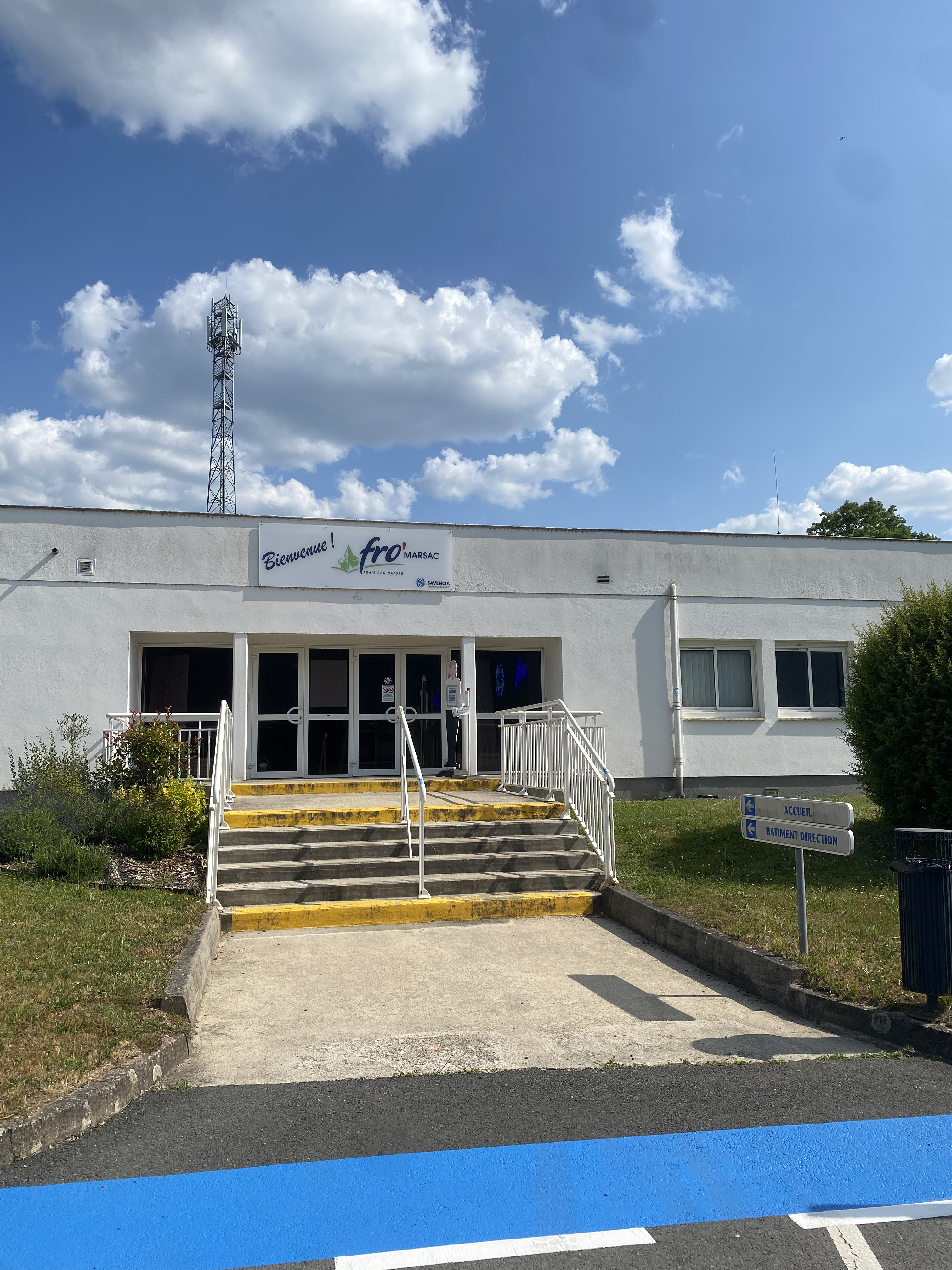
Entrée du siège social de Fromarsac.
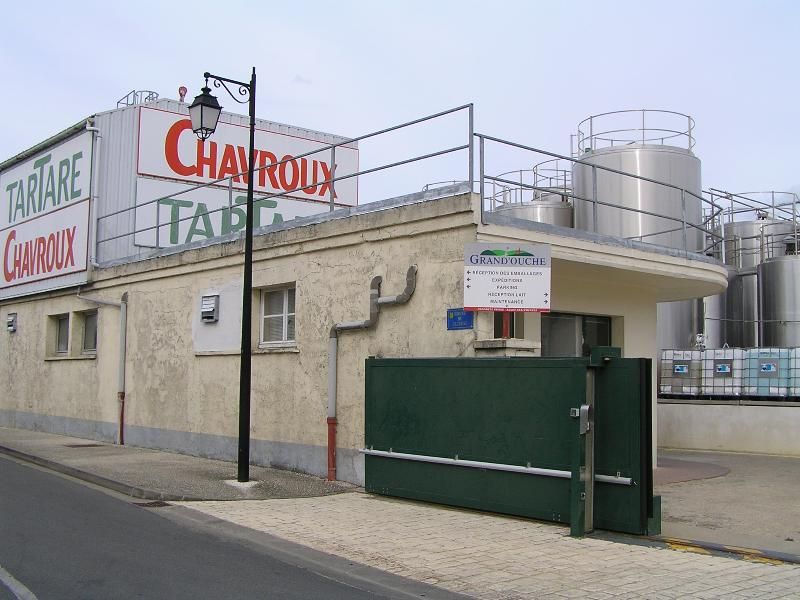
L'usine Fromarsac de Grand'Ouche à Réparsac en Charente.

Fromarsac est le premier fabricant des fromages à pâte fraîche en France et l'un des plus gros employeurs de la filière laitière. Il est la principale usine agro-alimentaire de la Dordogne, et l'un des plus importants employeurs privés du département,,,. Deux-cents agriculteurs éleveurs du département vendent leurs laits crus réfrigérés à cette société.
En 2020, le capital de la société par actions simplifiée Fromarsac s'élève à 3 882 630 euros.

Identité visuelle (logo)
Ancien logo de Fromarsac.
Logo actuel de Fromarsac.

## Marques et gammes
Fromarsac élabore plusieurs gammes de fromages distribués sous les marques commerciales St Môret,, Tartare,, Chavroux, P'tit Louis, Kidiboo,, Carré Frais et Apérivrais. Le design du packaging est un élément prépondérant du marketing mix de Fromarsac.